# Skalariak
Skalariak – zespół muzyczny założony w 1994 w Pampelunie (Nawarra, Hiszpania) przez Juantxo Skalari oraz Peio Skalari. Zespół gra muzykę ska od prawdziwego ska z lat 60. do szybkiego ska z lat 90. mieszając je z reggae oraz punkiem.

## Historia
W czerwcu 1997 nagrali swój pierwszy album „Skalariak”. Utwór „Jaia” z tej płyty był jedną z najczęściej granych piosenek podczas święta San Fermin. Był również uważany za jeden z najlepszych utworów ska roku 1997.
W 1999 zespół odbył kilka tras koncertowych po takich krajach jak Francja, Włochy, Szwajcaria, Meksyk, USA i Wenezuela.
Wraz z wydaniem na jesieni 1999 kolejnego albumu „klub ska” zespół stał się jedną z najbardziej wpływowych grup sceny alternatywnej w kraju. W związku z silną promocją swojego drugiego albumu Skalariak zaczął się regularnie pojawiać w mediach – nie tylko w radiu, ale również w telewizji, jak i prasie.
W latach 1999–2001 zespół odbył kilka dużych tras koncertowych po krajach całego świata, szykując w międzyczasie materiał do nowej płyty „En La Kalle”, której premiera miała miejsce pod koniec 2001. Album zawierał takie hity jak „Vodka Revolution”, „Skalari Rude Klub” oraz ich największy przebój „Eguzkitan edan”.
W 2001 roku wydali płytę „Klub Ska” w Niemczech oraz Francji. Włosi natomiast doczekali się swojej edycji „En la kalle”.
Czwarta z kolei płyta „Radio Ghetto” wydana została w 2003. Znalazł się na niej protest song „Guantanamo”.
Najnowszą płytę Skalariak wydał w 2005 pod tytułem „Luz Rebelde”.

## Skład
- Juantxo Skalari – wokal
- Javier Etxeberria – gitara
- Luisillo Kalandraka – bas
- Mario Memola – saksofon
- Guillermo – instrumenty dęte
- Rubén Antón – trąbka
- Enrique Rubiños – perkusja
- Olatz Andueza – akordeon

## Dyskografia
- Skalariak (1997)
- Klub Ska (1999)
- En la kalle (2001)
- Radio Ghetto (2003)
- Luz rebelde (2005)